# Доњи Шкољ
Доњи Шкољ је мало ненасељено острво у хрватском делу Јадранског мора.
Налази се на крају 10 км дугог залива Телашћица на југозападном делу острва Дуги оток. Површина острва износи 0,09 км². Дужина обалске линије је 1,11 км.. Највиши врх на острву је висок 65 м.